# Restauração (Europa)
Marcado por revoltas, a Revolução industrial, e o crescimento da classe média, o período da Restauração europeia (1814-1848) refere-se à luta por parte dos partidários da monarquia europeia pela legitimidade interna contra os carbonários e por vezes militares (ver: Decembristas russos) que seguiam os ideais jacobinos da Revolução Francesa. Essas guerras espalhavam os ideais de liberalismo e socialismo por toda a Europa.
Os monarcas europeus (como João VI de Portugal, Fernando I das Duas Sicílias, Fernando I da Áustria, Frederico Guilherme III da Prússia, e Carlos X da França) viram esses movimentos como uma tentativa de subjugar seus tronos. Em resposta, eles tentaram afirmar seu conservadorismo e a legitimidade monárquica, mas apenas "jogaram lenha na fogueira".
A mudança finalmente se fez claro durante as difundidas revoluções de 1848.
Os monarcas responderam ou abdicando ou aderindo aos princípios democráticos e constitucionais (ver: Monarquia constitucional). Devido a essa conturbada época, após a derrota do jacobitismo e a implantação do protestantismo liberal por parte dos ingleses, o continente europeu ficou politicamente afastado da Grã-Bretanha e atrasado em relação à Revolução Industrial.

## Iniciativas primitivas de Restauração
- Congresso de Viena (1814-1815)
- Restauração Francesa (1814-1830)

## Alianças feitas para assegurar a Restauração Europeia
- Santa Aliança (1815-1825)
- Aliança Quádrupla (1814-1818)
- Aliança Quíntupla (1818-1825)
- Concerto da Europa (1815-1848)

## Falha da Restauração Europeia
- Revoluções de 1848

## Estados não afetados pelas revoluções de 1848
- Rússia (praticamente sem classe média rebelde)
- Espanha (facções não eram unidas)
- Reino Unido (boa relação com as facções)